# Paita (distrito)
Paita é um distrito do Peru, departamento de Piura, localizada na província de Paita.

## Transporte
O distrito de Paita é servido pela seguinte rodovia:
- PE-1N, que liga o distrito de Aguas Verdes (Região de Tumbes - Ponte Huaquillas/Aguas Verdes (Fronteira Equador-Peru) - e a rodovia equatoriana E50 - à cidade de Lima (Província de Lima)
- PI-101, que liga a cidade ao distrito de Pariñas
- PI-102, que liga a cidade ao distrito de Sullana
- PI-103, que liga a cidade ao distrito de Vice
- PE-2, que liga o distrito à cidade de 26 de Octubre [1][2][3]